# Peter Hitchens
Peter Jonathan Hitchens (né le 28 octobre 1951) est un journaliste et essayiste britannique. 
Auparavant socialiste et partisan du Parti travailliste, Hitchens est devenu plus conservateur dans les années 1990. Il a rejoint le Parti conservateur en 1997 et l'a quitté en 2003. Depuis, il l'a sévèrement critiqué et s'est opposé à bon nombre de ses politiques. Ses opinions politiques chrétiennes conservatrices, telles que son opposition au mariage homosexuel et son soutien à des politiques plus strictes en matière de drogues récréatives, ont été critiquées et débattues au Royaume-Uni.
Hitchens a fréquemment critiqué la réponse du Royaume-Uni à la pandémie de Covid-19, en particulier les confinements et les obligations de porter des masques faciaux. Il diffuse de la désinformation sur le conflit syrien, la pandémie de Covid-19 et les restrictions de santé publique qui en découlent, selon plusieurs sources.

## Biographie

### Carrière
Au début de sa carrière Hitchens est correspondant à l'étranger pour le Daily Express. D'abord installé à Moscou, d'où il rend compte des dernières jours de l'Union soviétique, il est transféré à Washington aux États-Unis où il demeure en poste jusqu'en 1995. Il continue de couvrir régulièrement l'étranger et en 2010 son travail est salué par le Prix Orwell, prix anglais de journalisme politique. 
En 2000, il quitte le Daily Express car son nouveau patron, Richard Desmond, compte aussi des magazines pour adultes dans son groupe médiathèque. Selon Hitchens, y rester aurait créé un conflit d'intérêts moral.
Peter Hitchens écrit dans le journal britannique The Mail on Sunday.

### Prises de positions
Son point de vue sur les affaires étrangères peut être décrit comme isolationniste : il s'est opposé aux interventions militaires britanniques en Afghanistan en 2001 et en Irak en 2003 car selon lui elles ne servaient pas les intérêts du Royaume-Uni. Plus généralement, il est opposé aux interventions internationales dans des sociétés dont les décideurs occidentaux ne comprennent suffisamment ni la langue, ni l'histoire, ni la culture. Souvent, argumente-t-il, de telles interventions font en définitive plus de mal que de bien.
Connu pour ses prises de position conservatrices, Hitchens défend une morale fondée sur la responsabilité et la liberté individuelles au sein de l'espace public et s'est opposé à des projets gouvernementaux tels que l'introduction des cartes d’identité nationales, l'extension des périodes de garde à vue et la suppression du rôle des jurés dans les procès, car ils portent atteinte aux libertés individuelles.
Il est favorable à la peine de mort.
Il a milité contre l'adoption du mariage homosexuel, puis affirmé qu'il regrettait avoir participé au débat sur ce sujet, déclarant qu'il s'agissait d'un « Stalingrad », une « diversion » : il estime que le mariage homosexuel ne concerne que quelques milliers de personnes et que le gros problème est le « divorce sans faute », qui lui concerne des millions de gens et des millions d'enfants,.
Peter Hitchens rejette le consensus scientifique sur le changement climatique et critique le développement de l'énergie éolienne au Royaume-Uni, en partageant de fausses informations à ce sujet, ce qui lui vaut des critiques,,,. Selon l'universitaire et journaliste George Monbiot, Peter Hitchens est dans un tel déni qu'il rejette même l'effet de serre lui-même.

#### Sur les drogues
D'après le Guardian Hitchens adopte une position essentiellement morale contre la drogue, contrairement à d'autres qui avancent des arguments médicaux ou juridiques. Il estime que la drogue rompt le lien entre le travail et la récompense : la « gratification différée » devient une « perte de temps » et un « rejet insensé du plaisir facilement disponible ».
Le Guardian estime que le livre de Hitchens, The War We Never Fought présente de nombreuses faiblesses, avec notamment une contradiction : la « guerre contre la drogue » ne peut être « perdue » au Royaume-Uni, étant donné qu'elle n'a jamais été menée, la consommation de drogue ayant été décriminalisée en 1971. Hitchens prône lui une politique de dissuasion par la sanction,,.
Concernant l'addiction aux drogues, il déclare : « Je ne crois pas à la dépendance. [...] Je crois au libre arbitre. Les gens prennent de la drogue parce qu'ils aiment ça »,. Le Guardian réfute cette position en relevant notamment que Hitchens n'a pas assisté à une cure de désintoxication pour héroïnomane. Hitchens est en désaccord avec la profession médicale, qui affirme que la dépendance est une maladie, et met en doute sa compétence : « L'Association américaine de psychiatrie a dit pendant des années que l'homosexualité était une maladie - elle avait tort »,.

### Diffusion de désinformation
Peter Hitchens est accusé de diffuser des théories du complot[réf. nécessaire] et de la désinformation sur plusieurs sujets.
Il met en doute l'emploi d'armes chimiques par le régime de Bachar el-Assad sur des civils durant l'attaque chimique de Khan Cheikoun en 2017 et  l'attaque chimique de Douma en 2018 durant le conflit syrien. Selon Conspiracy Watch, Peter Hitchens « dépense en effet beaucoup d’énergie pour semer le doute au sujet des Casques blancs », à l'unisson de la propagandiste Vanessa Beeley et du régime syrien. Le journaliste Brian Whitaker estime qu'il reprend ainsi à son compte la propagande du régime. Selon EUvsDisinfo, Hitchens se base sur la copie d'un rapport interne original préparé par des experts de l'Organisation pour l'interdiction des armes chimiques (OIAC), rapport ayant été démenti et réfuté par l'OIAC,. Selon le journaliste Oz Katerji, Peter Hitchens, tout comme l'extrême droite et l'extrême gauche occidentale, a un biais d'analyse concernant la Syrie qui découle du fait que la « super-puissance criminelle de guerre en Syrie n'est pas l'Amérique mais la Russie ».
Il s'oppose aux mesures sanitaires lors de la pandémie de Covid-19, dont les confinements, le port du masque, la vaccination, en dépit des études épidémiologiques ; il avait déjà partagé de la désinformation concernant la vaccination auparavant,. Il diffuse de fausses informations qui influencent le grand public,.

### Publications
Il a publié plusieurs livres, dont les plus connus sont The Abolition of Britain, qui attaque les atteintes à la liberté sous prétexte de sécurité ; A Brief History of Crime (« Une brève histoire du crime »), récit de l’échec des politiques libérales face à la criminalité ; et The Broken Compass: How British Politics Lost its Way (« La boussole cassée: comment la politique britannique s'est perdue ») où il rend compte de la dégradation et de la corruption des institutions. Dans The Rage Against God (« La Rage Contre Dieu »), une réponse aux nouveaux athées en partie fondée sur son parcours personnel, il affirme sa foi chrétienne et renie l'athéisme de sa jeunesse, tout en défendant de manière polémique la place de la foi dans la vie moderne.

## Vie privée
Hitchens naît en 1951 à Malte où son père, officier de l'armée de la mer anglaise, était en poste. Son frère ainé était Christopher Hitchens (1949-2011), lui-même célèbre journaliste, écrivain et polémiste. Les deux frères, aux points de vue radicalement contraires en particulier sur la religion et sur les interventions militaires britanniques du début des années 2000, se sont fréquemment opposés. Christopher a affirmé que la racine de cette opposition était la question de l'existence de Dieu. Peter a déclaré quant à lui : « Nous sommes des individus différents, nous avons des vies différentes et des plaisirs entièrement différents, nous vivons sur des continents différents. Si nous n'étions pas frères nous ignorerions l'existence l'un de l'autre. » La brouille fraternelle prend fin progressivement et les deux frères ont débattu publiquement à plusieurs occasions jusqu'à la mort de Christopher en 2011.

## Publications
- Peter Hitchens, The Abolition of Britain, Quartet Books, 1999, 369 p. (ISBN 978-0-7043-8140-7)
- Peter Hitchens, Monday Morning Blues, Quartet Books, 2000, 217 p. (ISBN 978-0-7043-8156-8)
- Peter Hitchens, A Brief History of Crime, Atlantic Books, 2003 (ISBN 1-84354-148-3, OCLC 51316013)
- Peter Hitchens, The Broken Compass : How British Politics Lost its Way, Continuum international Publishing Group Ltd, 2009, 236 p. (ISBN 978-1-84706-405-9, lire en ligne)
- Peter Hitchens, The Cameron Delusion, Bloomsbury, 2010, 272 p. (ISBN 978-1-4411-3505-6, lire en ligne)
- Peter Hitchens, The Rage Against God, Continuum international Publishing Group Ltd, 2010 (ISBN 978-1-4411-0572-1)
- Peter Hitchens, The War We Never Fought : The British Establishment's Surrender to Drugs, Bloomsbury, 2012, 256 p. (ISBN 978-1-4411-7331-7, lire en ligne)